# گدانسک ۱۴۱۹
سیارک ۱۴۱۹ (به انگلیسی: 1419 Danzig، نامگذاری:1929RF) هزار و چهارصد و نوزدهمین سیارک کشف شده است که در ۵ سپتامبر ۱۹۲۹ و در هایدلبرگ کشف شد.
قدر مطلق سیارک برابر ۱۱٫۳۰ است.